# Општина Гиндари (Муреш)
Гиндари (рум. Ghindari) општина је у Румунији у округу Муреш.
Oпштина се налази на надморској висини од 455 m.